# Elisabeth Sigmund
Elisabeth Sigmund (Bécs, 1914. október 25. – Albershausen, 2013. december 20.) a XX. és XXI. század egyik kiemelkedő női kutatója, akit a bőr egészségének és szépségnek összefüggései érdekeltek. A natúr-kozmetika az ő és a kutatótársainak munkája eredményeként alakult ki, abban az időben, amikor éppen a vegyi anyagok (műanyagok) használata volt az újdonság és a követendő (trendi). Ez a kutatócsoport abban hitt, hogy az a bőrápolás szolgálja jól az embert, ami támogatja a bőr saját erőit, olyan módon, hogy a belső egészség és a külső szépség harmóniája fennmaradjon. Ezt az eredményt azonban csak természetes anyagokkal, főleg gyógynövényekkel, azokat a maguk teljességében használva, különleges ritmikus eljárási módszerrel elkészítve lehet elérni. Az 1960-as években ez forradalmian új gondolat volt, de mára már, bizonyított tényként látjuk, az Ember és a Föld számára ez a leginkább "fair" vagyis tisztességes megközelítés. 
Az osztrák származású Elisabeth Sigmund fiatal korában nekilátott a gyógynövény alapú természetes bőrápolási termékeinek kikísérletezésébe, antropozófiai alapokra támaszkodva. A második világháború után saját fejlesztésű kozmetikumaival kozmetikai szalont nyitott Stockholmban, ahol egy ugyancsak saját fejlesztésű holisztikus szemléletű kozmetikai kezelést is létrehozott. Rudolf Hauschkával és kutatótársaival való személyes együttműködése jóvoltából a német antropozófus gyógyszergyártó cégnél, a WALA-nál, megszülettek a Dr. Hauschka komzetikai készítmények és útjára indult a Dr. Hauschka kozmetikusok képzése is.

## Ősi cseh nemes családban töltött gyermekkor

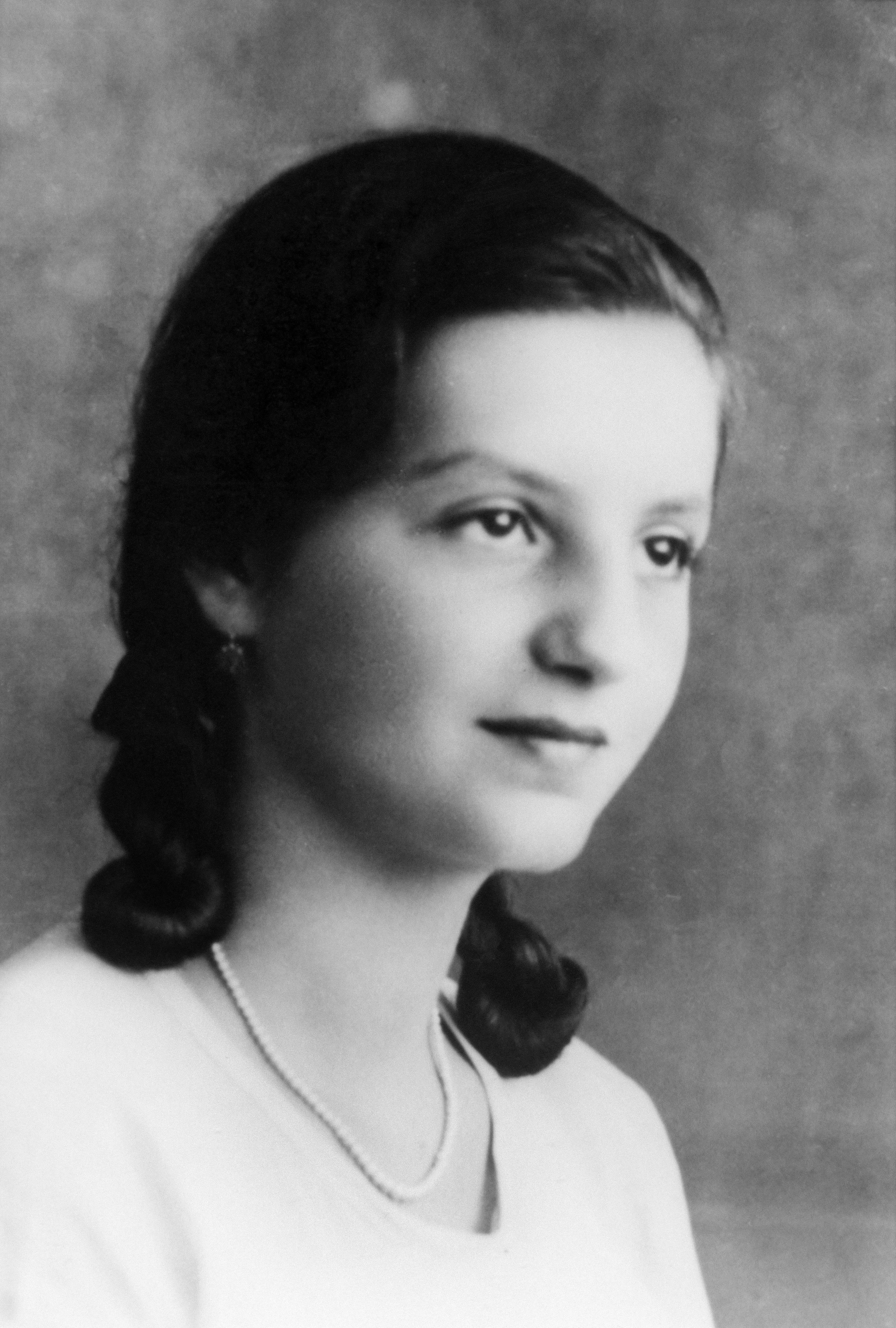

Kislányként is rendkívüli érdeklődéssel fordult az édesanyja öltözködő asztalán látható kozmetikumok felé. Lelkes színházlátogató volt, az iskolai színi előadásokban színészként mindig részt vett, és maga is írt kis színdarabokat. Elisabeth édesanyja, Albine Maria Resch, született Pribik (1889-1986) úgynevezett "nagyasszony" volt. Családja az ősi cseh Pribik von Klenov nemesekhez tartozott. Elisabeth édesapja Dr. rer. pol. Ludwig Anton Resch (1886-1929) a politológia doktora volt. Bécsben a Kulturális és Oktatási Minisztériumban dolgozott. 
Elisabeth Sigmund a Resch házaspár második gyermekeként jött a világra Bécs előkelő negyedében, Hitzingben, és a keresztségben az Elisabeth Gabriela Anastasia nevet kapta. A város hangulatát ebben az időben a gázlámpák, lovaskocsik és mosónők fémjelezték, amit levendulaárus lányok éneke színezett. De ez az első világháború kora is volt, ami ugyan közvetlenül nem fenyegette Bécset, de pusztító ellátási nehézségeket okozott. 
Az első világháború befejeződése után a jó házból származó testvérek, Elisabeth és két évvel idősebb nővére, Albine, megismerték az élet kellemes oldalait is. Ehhez a szép ruhák, kozmetikumok, hosszas, vidéken eltöltött nyári vakációk éppúgy hozzátartoztak, mint az irodalom, zene és gyakori színházlátogatás. Elisabeth mély kapcsolata az esztétikával, színházzal ekkor kezdődött.
Fiatal lányként, az édesanyja toalett asztalán rengeteg felfedezni való volt ott: például a Kaloderma Rizspor, amit a két lány is használhatott, hogy apró bőrproblémáikat elfedjék, és orruk hegyét hamvasítják vele. A púder alapja – ahogy Elisabeth jóval később felfedezte – a rizsliszt volt. Kellemesnek találta a Dostal-féle Toalett-gyöngyöket, amelyek vízzel érintkezve habzani kezdtek, és az arc tisztítására szolgáltak. A gyöngyöket a hosszúkás porcelán tégelyben kapható Mandulapasztával felváltva használták arctiszitításra. Arcvízként szívesen használta Elisabeth a gyógyszerész által összeállított Varázsmogyoró arcvizet.
Amikor évtizedekkel később saját kozmetikai készítményeit kifejlesztette, Elisabeth visszaemlékezett erre a Varázsmogyoró arcvízre.  A mama toalettasztalán megcsodált Mandulapaszta inspirálta a mélytisztító létrehozásakor. A mandulaőrlemény alapot értékes gyógynövények kivonataival egészítette ki, kísérletei során rájött, hogy a körömvirág, kamilla, orbáncfű, nyúlszapuka és mandula kompozíciója megeleveníti és szelíd módon tisztítja a bőrt.

## Szívügyek: Elisabeth és Karl Sigmund

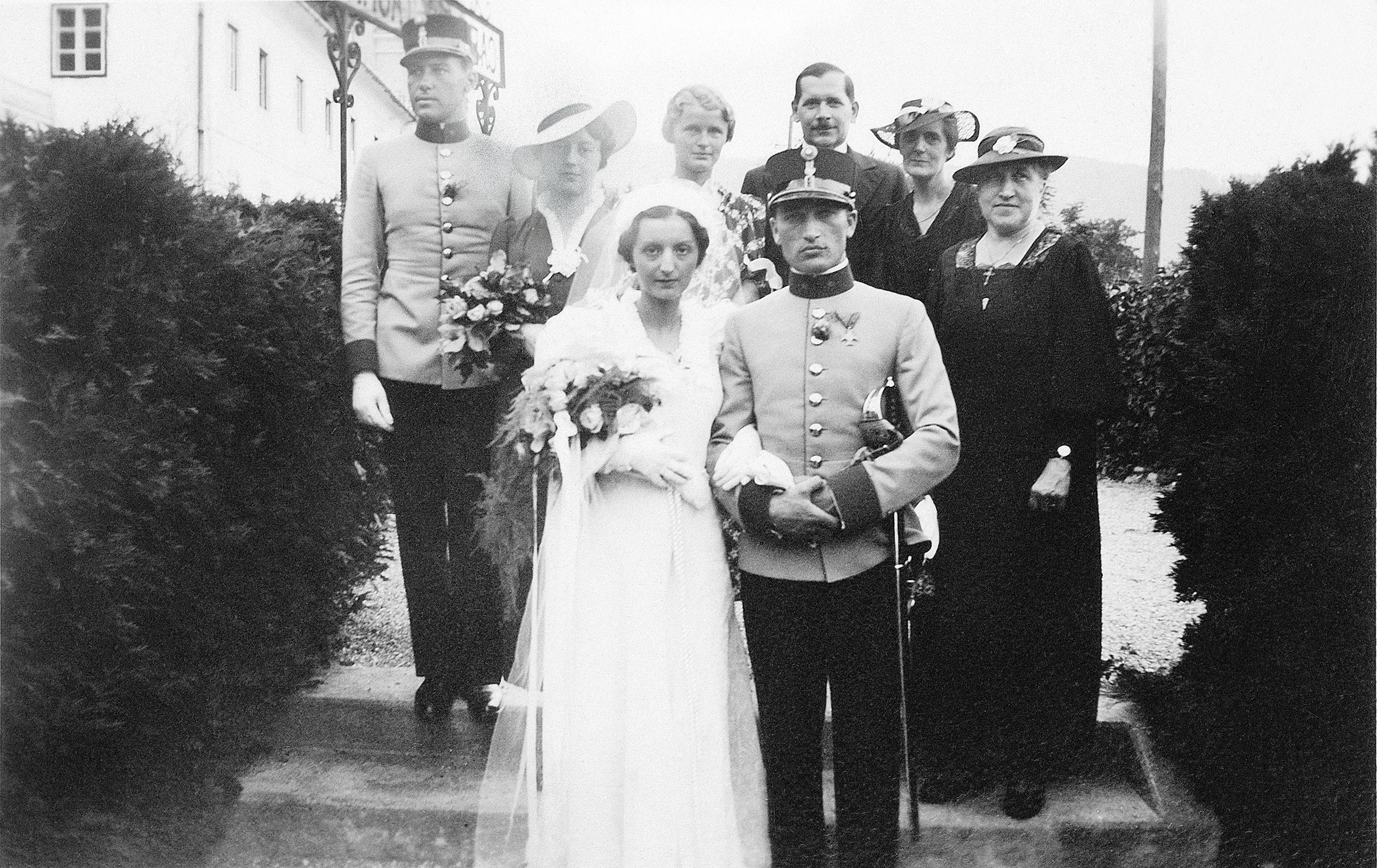

1929 nyarán, 42 éves korában meghalt Elisabeth édesapja, Ludwig Resch, akihez bensőséges kapcsolat fűzte Elisabethet. Röviddel ezt követően két ember vált döntően fontossá Elisabeth életében: az egyik édesapja barátja, aki Elisabethet bevezette az antropozófiába, a másik pedig Karl Sigmund. Ludwig Resch életében lányát, Elisabethet az antropozófia értelmében nevelte, és ezzel szembehelyezkedett kora uralkodó katolikus szellemével, amit felesége is képviselt. Röviddel halála előtt barátját, Hans Erhard Lauert (1899-1979) azzal bízta meg, hogy gondoskodjon leánya antropozófiai képzéséről, amint betöltötte 17. életévét. Lauer a második világháború előtt a Bécsi Antropozófiai Társaság elnökségének tagja volt, és megbízatását az antropozófiát elutasító édesanyja háta mögött teljesítette. Elisabeth számára Rudolf Steiner könyvei révén teljesen új, egész lényét betöltő gondolatvilág nyílt meg. Néhány évvel később, egy Rudolf Steiner előadás olvasása után határozta el, hogy kozmetikus lesz. Az édesapa halála évében egy további változás készült elő Elisabeth életében. Akkoriban látta meg az akkor húszéves Karl Sigmund Elisabethet édesanyja kíséretében a bécsi villamoson, és azonnal tudta, hogy ez a fiatal lány kell, hogy a felesége legyen. Az akkori jólneveltség nem engedte meg, hogy egy férfi minden ok nélkül megszólítson egy ismeretlen hölgyet vagy leányt. Így tehát Karl Sigmund csak némán nézhette, amint Elisabeth és édesanyja eltűnt egy minisztérium kapuja mögött, anélkül, hogy megtudhatta volna, kik is ők. Elkezdődött a kutatás, hogy ki lehetett ez a leány. Amikor aztán Karl egyik iskolai barátja nővérével meglátta Elisabethet egy parkban, megpróbált ezen a barátján keresztül kapcsolatba lépni Elisabethtel.

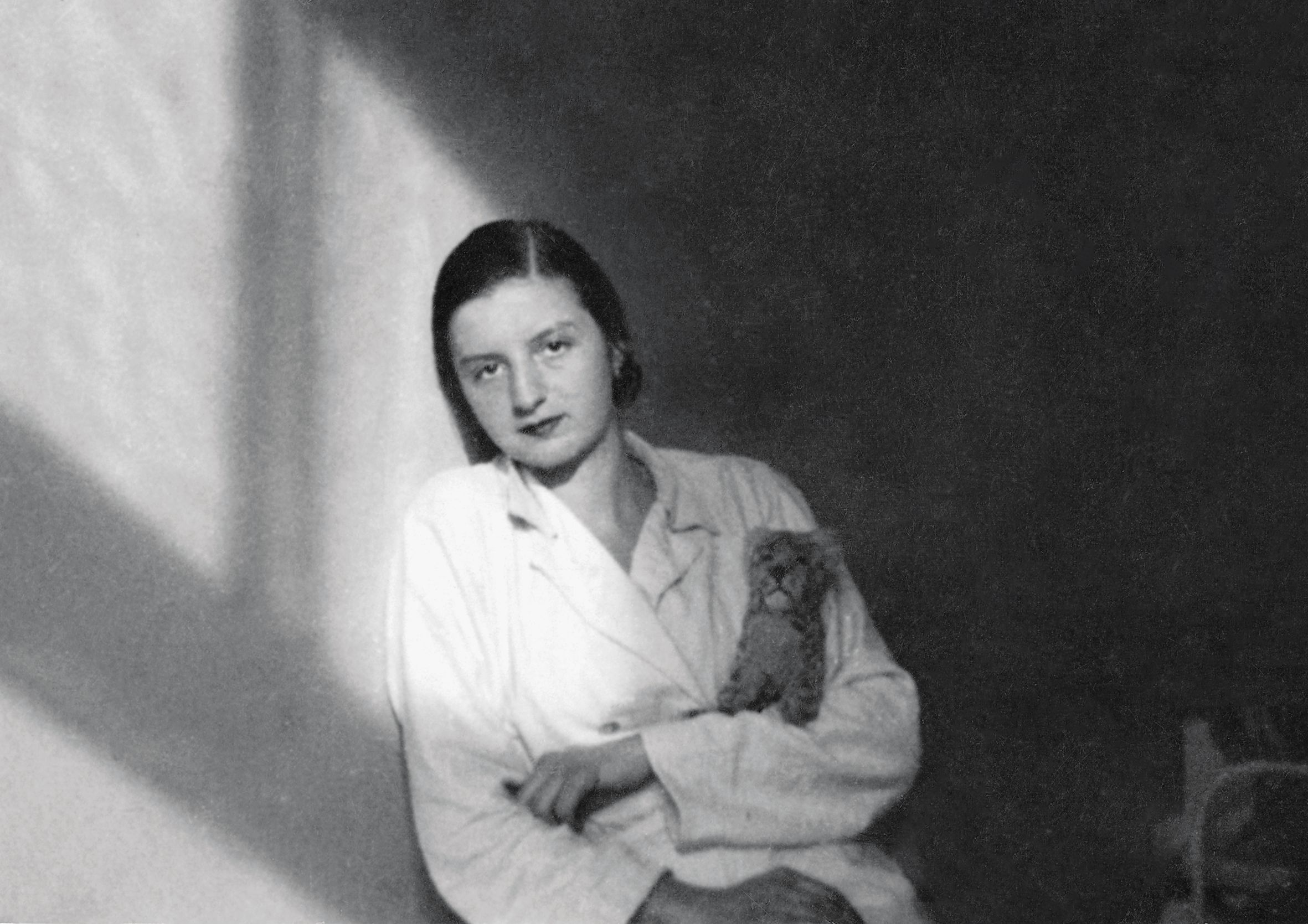

1931-ig – két évig! – tartott, mire alkalom adódott: Karl kihasználta a nyári szünidőt, amit Resch asszony a lányaival a Maria Schutz búcsújáró helyen töltött, hogy ott meglátogassa őket és átadja egy közös ismerősük – az iskolai barát – üdvözletét. Első szavait intézhette választottjához, amikor Resch asszony megkérte őket, hogy hozzanak vizet Maria Schutz híres gyógyforrásából. Út közben Karl megvallotta szerelmét Elisabethnek, és megkérte, hogy ígérje meg, csakis hozzá fog feleségül menni. Elisabeth mintegy magától értetődően egyezett bele – egymásra találtak. 1937. július 10-én kötöttek házasságot Maria Schutz templomában. Elisabeth fiatal korában jó házból való lányoknak és hölgyeknek nem volt illendő sminkelt arccal kilépni a házból. Kizárólag zárt társaságban vagy színházban, elegáns esti öltözékben volt megengedett, az ajkakat sminkelni. Jegyességük alatt kutató érdeklődéstől vezetve, Elisabeth mégis vásárolt egy ajakstiftet, egy élénk vörösre színezett zsírmasszát, ami kék fémtokban volt, és amit a fodrásza ajánlott. Már akkor érdekelte a dekoratív kozmetika.
Egy cirkuszi előadás során, amelyen Karl és Elisabeth is részt vettek, körbeadtak egy oroszlánkölyköt. Elisabeth viccelődő megjegyzésére, hogy milyen jó is lenne, ha neki is lenne egy kis oroszlánja, kapott Karltól ajándékba egy textil, Chorki nevű oroszlánt (1932).

## Rátalálni a saját útra: gyógynövények!

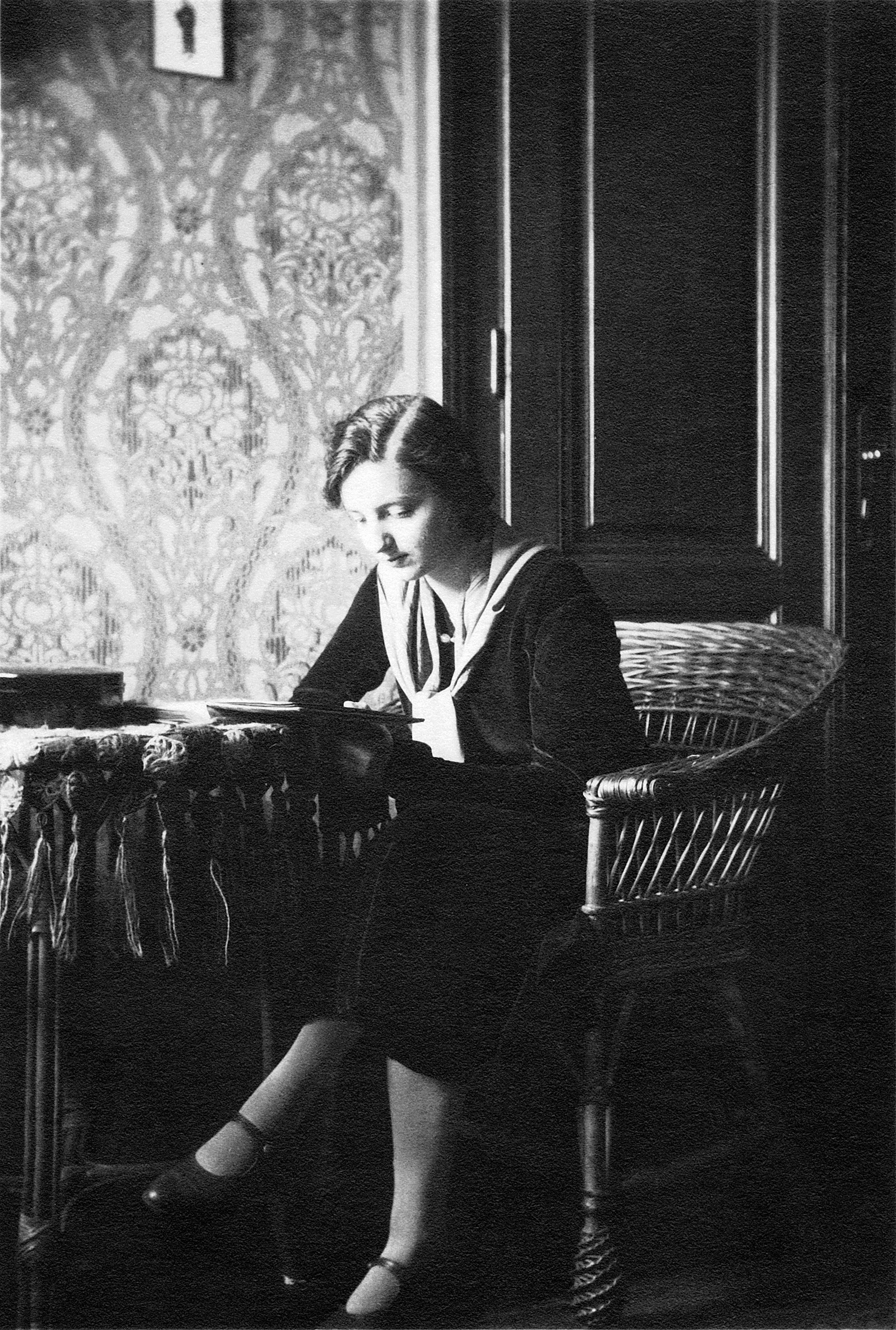

Elisabeth Sigmundot fiatal korától kezdve rendkívül erősen érdekelték a gyógynövények, melyek később saját kozmetikájának legfontosabb mozaikköveivé váltak. Mindez a nagymama kertjében kezdődött. Elisabeth Sigmund nagymamája, Anastasia Pribik Bécs 12. kerületében lakott. Házához óriási kert tartozott, melyet csodálatos virágokkal ültetett tele. Ha unokája látogatóba érkezett hozzá, hosszú kerti sétáik során buzgón mesélt a növényekről a kislánynak, akit ez a lelkesedés már gyerekkorában "megfertőzött". Évekkel később édesapja dolgozó szobájában felfedezett egy – édesapja által készített – Herbáriumot lepréselt növényekkel és rajzokkal, amit alaposan tanulmányozott. Sétái során aztán igyekezett rátalálni ezekre a növényekre. Elisabeth gyakran meglátogatta a szomszédjukban lévő virágkertészetet, és érdeklődéssel kérdezgette a kertészt az ágyások gondozásáról. A kertész sokat tudott, és megtanította Elisabethnek, hogyan lehet a bokrokat az illatukról felismerni, hogy kell őket metszeni. Ebben az időben merült fel Elisabethben, hogy talán kertésznek kellene lennie. Édesanyjával meglátogatták Neuburg kolostorát, ahol hatalmas kertészet és egy kertészképzés is működött. Itt azonban rájött, hogy az ő alkatához ez a munka túlságosan nehéz lenne. Így egyelőre a gyógynövényekkel való elméleti foglalkozásnál maradt, tanulta tudományos neveiket és gyógyhatásukat. Elisabeth Sigmund egész élete során tanulmányozta a gyógynövényekkel foglalkozó irodalmat, és rátalált néhány teljesen feledésbe merült kincsre. Például arcápoló készítményei számára felfedezte a bőr működését szabályozó növényt, a Nyúlszapukát. A sárgán virító Nyúlszapuka (Anthyllis vulnerária) a bőrműködést kiegyensúlyozó hatásával egyik kulcsnövényévé vált, és mind az arcápolás, mind a dekoratív készítmények többségében a mai napig megtalálható. 

## Kozmetika a kutató szemével

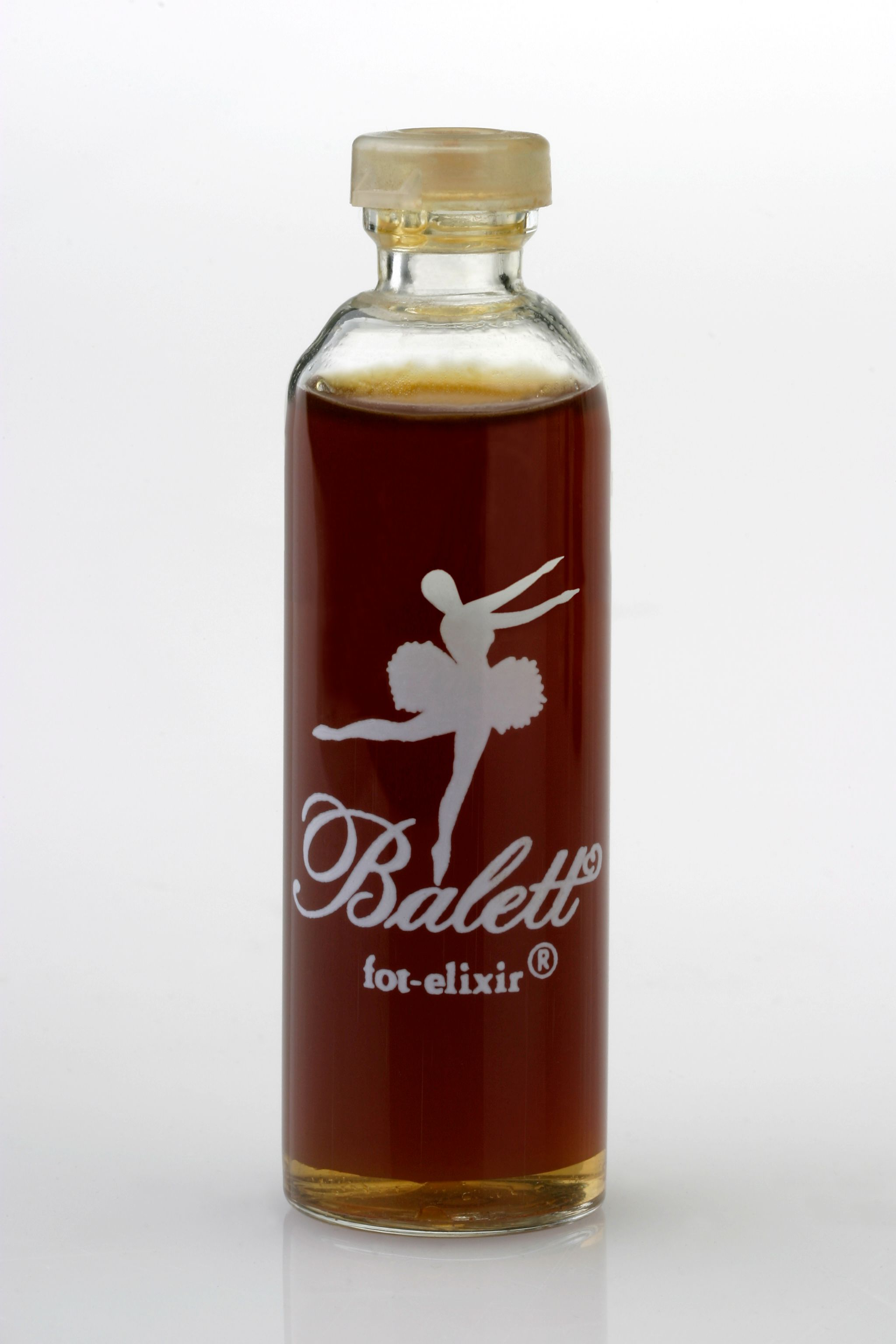

Elisabeth Sigmund egész fiatalon kezdett kísérletezni saját kozmetikai készítmények előállításával, amihez a család gyógyszerésze nyújtott segítséget számára. Elisabeth Sigmundnak az édesanyja toalettasztalán tett játékos felfedező utazásait csakhamar kutató szelleme hajtotta.  A család gyógyszerésze, Paul Redtenbacher, aki a Resch hölgyek számára a Hamamelisz arcvizet és a nagymama, Anasztázia receptje alapján a Céleste nevű arckrémet készítette, tudomást szerzett Elisabeth kozmetika iránti rendkívüli érdeklődéséről. Ettől kezdve magával vitte a kislányt a gyógyszertár azon részébe, ahol a krémeket, kenőcsöket és egyebeket készítették. Megmutatta neki, hogyan készül a Hamamelisz arcvíz, megengedte, hogy ő is keverje a készítményeket, megtanította arra is, hogyan készül az emulzió.
A gyógyszerész ébresztette fel Elisabethben azt az érdeklődést is, hogy a maga készítette kozmetikumoknak gyógyító hatása is lehet. Most végre gyakorlatban is alkalmazhatta a gyógynövényekről szerzett gazdag ismereteit. Első saját kísérleteit otthon végezte zsálya teával, ami segít gyulladások ellen. Rózsaszirmokat is tett a vízbe, aztán éterikus rózsaolajjal egészítette ki az oldatot, mert a vizes kivonatnak nem volt olyan erős illata, ahogyan ő remélte. Édesanyja félreismerte lánya kíváncsiságát, pusztán hiúságnak tartotta, és megpróbálta gyermeki kísérletezésétől visszatartani – ezzel azonban nem ért el eredményt. Elisabeth érdeklődése a saját készítésű kozmetikumok iránt egyre erősödött, iskolás korában részt vett legjobb barátnőjével együtt a genfi kozmetikai cég, a Tokalon kozmetikai kurzusán.
Elisabeth nagyanyja, Anastasia a Celeste krém – ami Égi krémet jelent – receptjét hazájából, Morvaországból hozta magával. A mandulaolajat és rózsavízet tartalmazó krém valószínű Erzsébet királynő és császárnő titkos szépségápolási receptúrái közül való. Az általa kikísérletezett rózsakrém értékes kivonatokat tartalmaz nemes rózsaszirmokból és csipkebogyóból, melyeknek harmonizáló, a bőr felépítő folyamatait erősítő hatása van. Karitévaj, rózsaszirom-viasz és avokádóolaj védelmet nyújtanak a kiszáradás ellen. A gyógynövények kivonatának kompozíciója – rózsa, mályva és orbáncfű – erősíti a bőrt, támogatja saját erőit.

## Orvosi tanulmányok és döntés a kozmetika mellett

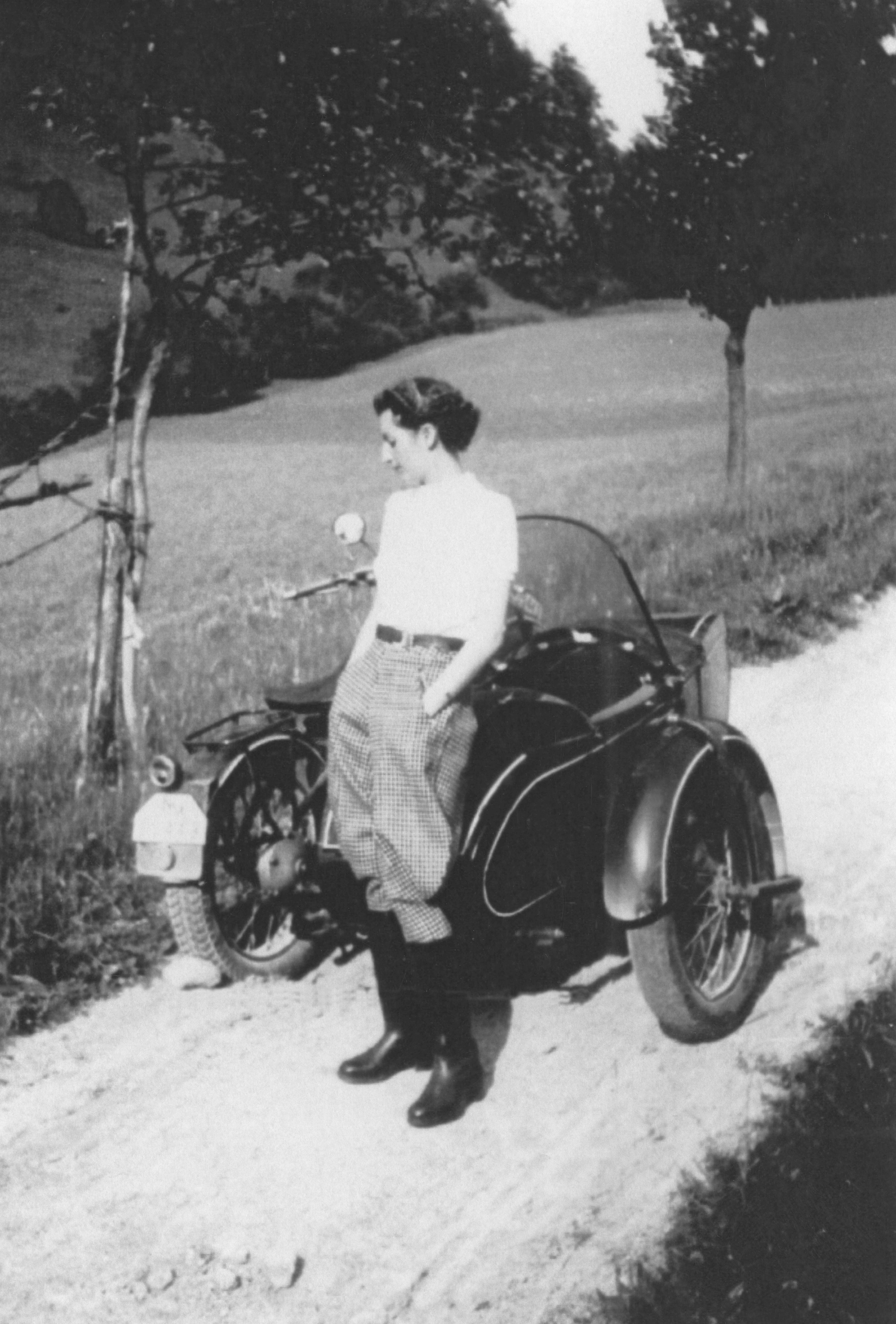
Elisabeth motorbiciklivel járt Bécs melletti kolostorok könyvtáraiba, ahol gazdag anyagot talált a gyógynövényekről. A fotó 1935 környékén készült róla.

Miután letette az érettségit, Elisabeth Sigmund medikus lett, később azonban a kozmetika mellett döntött, amivel édesanyja számára keserű csalódást okozott.
Amellett, hogy foglalkozott színházzal, esztétikával és gyógynövényekkel, Elisabeth komolyan érdeklődött a gyógyászat iránt is. Erre akkor ébredt rá, amikor családjával, a Resch családdal a nyári vakációt egy alsó-ausztriai faluban, Waidhofen an der Thaya-ban töltötte. Itt rendszeresen elkísérte Essmeister tiszteletest a hozzá tartozó legtávolabbi, legszegényebb falvakba, tanyákra, és segített neki az ott élő parasztok orvosi ellátásában. Ezek az élmények olyan mélyen megérintették, hogy elhatározta, orvos lesz. 1933/34-ben elvégzett egy vöröskeresztes nővérképzést, majd két szemesztert az orvosi egyetemen.
Egy súlyos betegség azonban megakadálozta a folytatást. A kényszerszünet alatt olvasta Rudolf Steiner "A művészet világmissziója" címmel tartott előadását, és ekkor döntött a kozmetika mellett. Steiner itt azt mondja, hogy az szép, ami a benső mivoltát külső megformáltságában megnyilatkoztatja (GA 276)*. Elisabeth Sigmundot gyógynövények és esztétika iránti szeretete ezen szavak segítségével az életét meghatározó kozmetikához vezették. *Rudolf Steiner: Das Künstlerische in seiner Weltmission. Dornach, 1923. június 9. Dornach: Rudolf Steiner Verlag 2002; 91-92. oldal)
Elisabeth Sigmund még az egyetemi előadások látogatása idején elkezdte kialakítani saját kozmetikai stúdiumát. Akkoriban még nem létezett önálló kozmetikus képzés. Nagy kozmetikai cégeknél végzett kurzusokat, és a bécsi Pessl Kozmetika Intézetnél dolgozott, ahol megismerte a hagyományos kezelésmódokat. Megfigyelte, hogy az arcmasszázs milyen hatással van az arcizmokra, mennyire hozzájárul elrenyhülésükhöz, és azt is, hogy a vazelinnel történő arctisztítás eltömíti a pórusokat. Elérkezett az idő, hogy gyógynövényismeretei alapján saját kozmetikát hozzon létre. Elisabeth nagy tudást szerzett a bőrre hatást kifejtő gyógynövényekről a régi orvosi könyvek bőrbetegségeket taglaló fejezeteinek tanulmányozása révén. A könyvekhez a bécsi Egyetemi és Nemzeti Könyvtárban jutott hozzá nagybátyja, Edmund Pribik segítségével. Ő a könyvtár alkalmazottjaként olyan könyveket is elő tudott keresni, amelyek a nagyközönség számára nem voltak hozzáférhetők. Elisabeth ezen kívül számos kolostor könyvtárát is látogatta, melyekben régi, elfeledett orvosi könyvek porosodtak. Az 1939-ig terjedő időszakban egy párizsi kozmetikai laborban is elvégzett egy kurzust, ahol a kozmetikumok kifejlesztésének szakmai ismereteit és gyakorlatát sajátíthatta el.
És mit szólt mindehhez édesanyja? Igencsak boldogtalan volt, hiszen egy jó házból való lány számára abban az időben igen szokatlan volt, hogy kozmetikus legyen. Ezért a mama barátai és ismerősei előtt nem is eshetett szó Elisabeth "pályaválasztásáról". Elisabethet azonban ez sem tartotta vissza választott útjától.
Amikor Elisabeth Sigmund a kozmetika mellett döntött, első komolyan veendő készítményként egy arcvizet hozott létre. Alapja egy maga főzte erős százszorszép tea volt. Választása azért esett erre a növényre, mert egy régi orvosi könyvben azt olvasta, hogy ez a mezei növényke a szép bőr és a nő gyógynövénye. A kevés alkohollal kevert tea javította bőrállapotát, ami akkoriban hajlamos volt tisztátalanságokra. Később ez az arcvíz képezte az alapját a további gyógynövényekkel kiegészített, tisztátalan bőrre való Arctoniknak. A százszorszépen kívül nyúlszapukát, körömvirágot és sarkantyúkát tartalmazó tonik kiegyenlíti a bőr túlzott faggyútermelését, és szabályozó hatású a gyulladt bőrterületekre.

## Második világháború és újrakezdés Svédországban

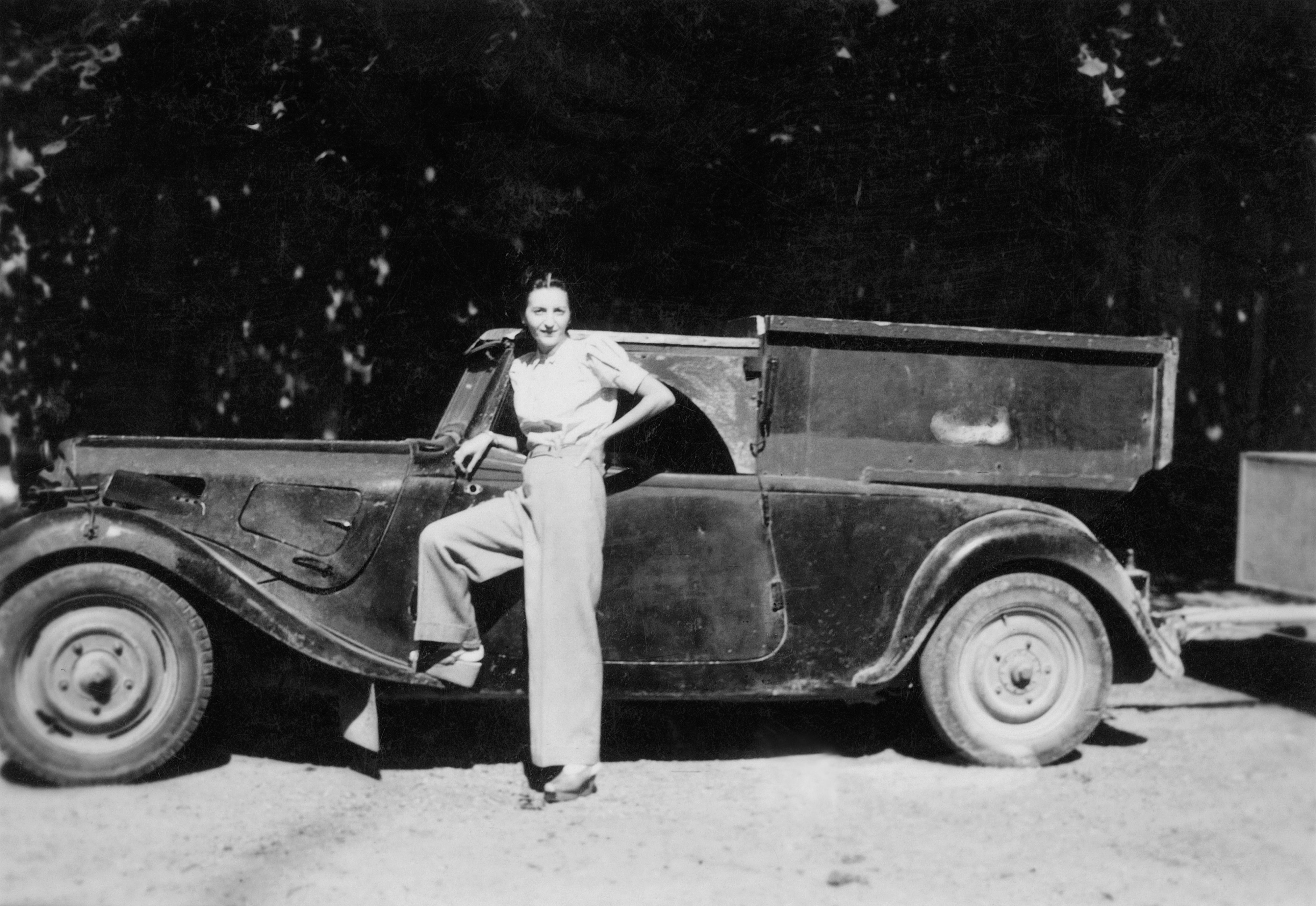
A háború befejeztével Karl Sigmund teherautóvá alakította át Citroen C3 autóját, és követi szolgálatokat teljesített az amerikai, később a szovjet megszálló hatalmaknak; A fotón Elisabeth 1945-ben.

1938. március: a német csapatok bevonulnak Ausztriába. 1939. szeptember 1: a németek megszállják Lengyelországot és ezzel kirobbantják a második világháborút. Elisabeth Sigmund férjének, Karl Sigmundnak is be kell vonulnia. A háború befejeztével az oroszok elfogják és két évig fogságban tartják. Amikor Sigmundék ezt követően kivándorolnak Svédországba, nem is sejtett nehézségekbe ütköznek. Karl Sigmund a béke idején a tiszti életpályát választotta, mert megítélése szerint a katonaság inkább diplomáciai szolgálatnak felelt meg, és a békét szolgálta. A háború alatt azonban tisztként kényszerült bevonulni, ami gyakori áthelyezésekkel járt. Elisabeth Németországon belül, amikor csak a körülmények megengedték, utána utazott és vöröskeresztes nővérként dolgozott. Karl Sigmund a béke idején a tiszti életpályát választotta, mert megítélése szerint a katonaság inkább diplomáciai szolgálatnak felelt meg, és a békét szolgálta. A háború alatt azonban tisztként kényszerült bevonulni, ami gyakori áthelyezésekkel járt. Elisabeth Németországon belül, amikor csak a körülmények megengedték, utána utazott és vöröskeresztes nővérként dolgozott. 1945. április 13-án az amerikai csapatok súlyos légitámadással bevették Rudolstadtot. Elisabeth ezen a napon vezető vöröskeresztes nővérként a Heidecksburg kastély pincéjében dolgozott. Karl Sigmund ugyanebben az időben Csehországban volt, ahol 1945. május 8-án kapta telegramban a hírt, hogy a háború véget ért. Gyalog indult Rudolstadtba. Út közben az amerikaiak foglyul ejtették, de mivel nem minősítették nácinak, szabadon is engedték. Rudolstadtba érkezése után átalakított Citroenjével követként szolgált, de az orosz titkos rendőrség indoklás nélkül a weimari állami börtönbe zárta. Elisabeth mindent megpróbált az orosz rendőrségnél szabadon bocsájtása érdekében, de Karl Sigmundot csak két év elteltével engedték szabadon. A várakozás bizonytalan időszakában Elisabeth számára fontos támaszt jelentett a csütörtöki antropozófus kör. Itteni kapcsolatai tették lehetővé, hogy a jénai színházban másod dramaturgként és rendező asszisztensként dolgozhatott. 1947-ben, Karl szabadulása után Sigmundéknak el kellett hagyniuk Németországot. Az indítékot a visszahonosítási akció adta, amelyben mindenkinek, aki a háború következtében került jelenlegi tartózkodási helyére, eredeti hazájába kellett távoznia. Sigmundék Salzburgba költöztek, ahol előkészítették Svédországba történő kivándorlásukat. Az indítékot Karl egykori svéd nevelőanyja, Signe tante adta. A gyermek Karl két évet töltött Stockholmban, ami emlékeiben álomszép időszakként élt. A második világháború után Signe tante rábeszélte Karlt, hogy Svédországban kezdjenek új életet, építsenek fel valami újat – neki van elég pénze, hogy segítse őket. Amikor 1948-ban megérkezett a beutazási engedély, Sigmundék eladták maradék javaikat is, hogy a hajóutat finanszírozzák. Sigmundék minden anyagi eszköz nélkül érkeztek meg az 59 éves Signe tantéhoz, aki ígéretével szemben egyáltalán nem volt olyan helyzetben, hogy segíteni tudta volna őket. Férje, aki bankigazgató volt, a bank pénzének hűtlen kezeléséért éppen négyéves börtönbüntetését töltötte, ahol meg is halt. Signe asszony egy kis panzió egyszobás lakrészében élt, Stockholmon kívül. Erről az állapotról soha nem tett említést Sigmundéknak, akik most becsapva érezték magukat. Ausztriába azonnal visszatérni – ez anyagi okokból lehetetlen volt. Karl – először engedély nélkül – gépkocsi vezetést oktatott Stockholmban, később aztán, 1965. március 1-jétől az iskola vezetője lett. Elisabeth ezalatt megtanult svédül, és ismét kozmetikusként kezdett dolgozni. Elisabeth a háború alatt is tovább tanulmányozta a könyvtárak orvosi könyveit. 

## Saját természetes kozmetika és szépségápolási szalon

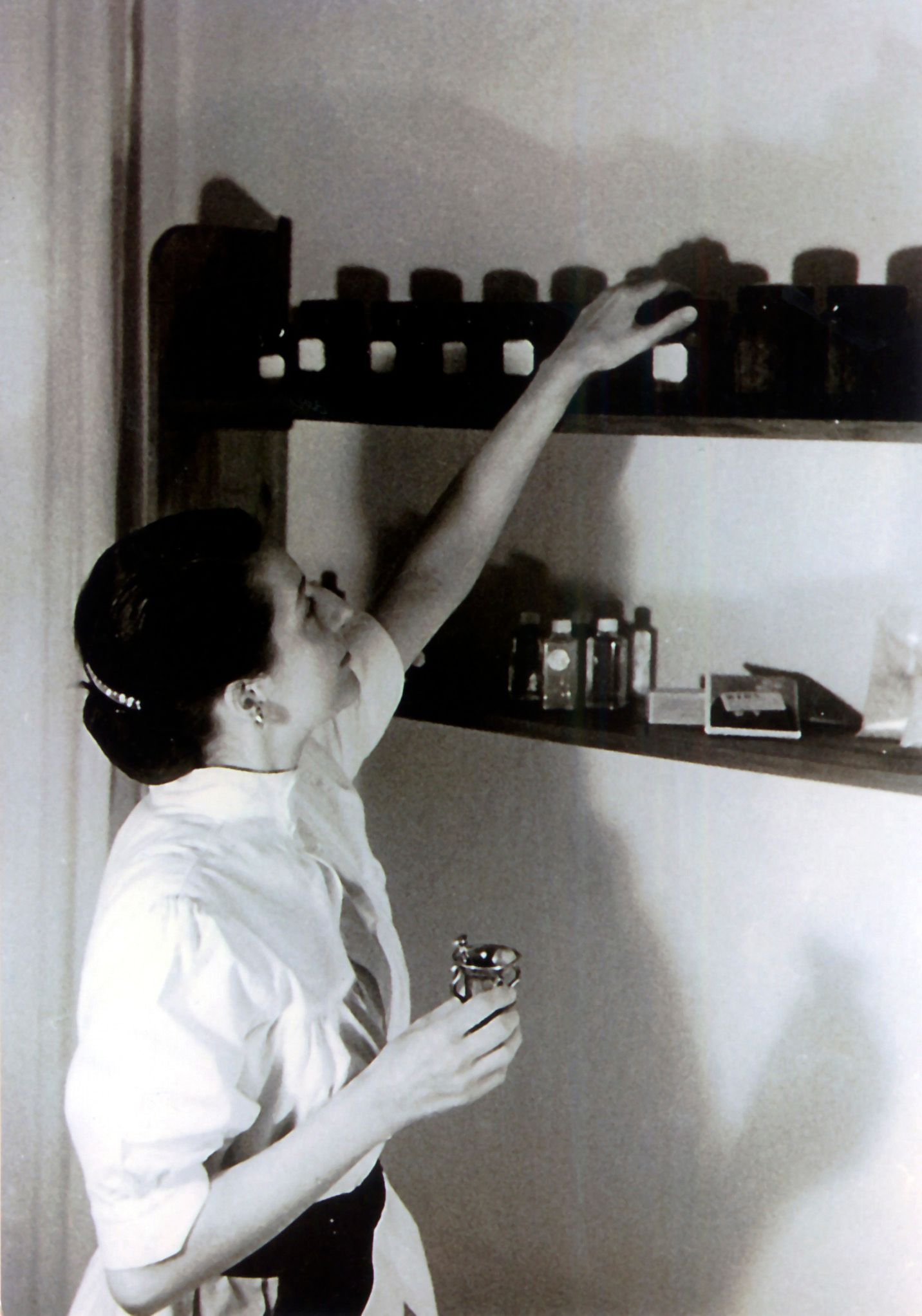

Elisabeth Sigmund Stockholmban saját kozmetikai stúdiót nyitott. Vendégeit maga fejlesztette természetes kozmetikumokkal kezelte, melyek receptúrái WALA antropozófus gyógyszereket – ampullákat – tartalmaztak. Az eredmények csodára méltók voltak! Különlegességeihez tartoznak a zsírmentes éjszakai ápoló készítmények. Tesztjei segítségével, melyek során éjszakára a saját arca egyik felét bekrémezte, a másikat szabadon hagyta, megállapította, hogy másnap reggel az az oldal volt frissebb, amelyik nem kapott krémet. Ennek alapján fejlesztette ki Svédországban zsírmentes éjszakai ápolási koncepcióját. Az éjszakára szabadon hagyott bőr, ami így akadálytalanul lélegezhet, jobban regenerálódik. A tisztítást és erősítést harmadik lépésenként követi a vitalizálás. Miután létrehozta Svédországban a stúdiót, Elisabeth számára első alkalommal kínálkoztak nyugodt körülmények új kozmetikai termékek kifejlesztéséhez és egy állandó választék felépítéséhez. Minthogy a bőrápolás terápiát és egyben egészségápolást jelentett, így receptúrái középpontjában minden esetben egy-egy, a bőr számára hatékony gyógynövény állt. A termékekbe csak természetes összetevők kerülhettek, izolált hatóanyagok semmi esetre sem. Elisabeth mindig egész növényrészeket dolgozott fel. Nem rögzült bőrtípusok – száraz vagy zsíros bőr – kezelésére hozott létre készítményeket, sokkal inkább abból indult ki, hogy minden bőr képes a saját erejéből visszatalálni az egészséges, kiegyensúlyozott állapothoz. Ezért a bőr állapotképeiről beszélt, melyek időszakosan fellépnek, de rendelkeznek a változás képességével. Kozmetikája ezeket a változásokat volt hivatott támogatni a bőr saját regenerálódó erőinek ösztönzésével. Nem volt egyszerű feladat a receptúrákhoz szükséges jó minőségű alapanyagok – mint méhviasz, természetes éterikus olajok, selyem vagy szárított növények – beszerzése. Rudolf Steinerhez való kapcsolata révén, aki a biodinamikus mezőgazdálkodás impulzusát hozta, fontos volt számára a bio alapanyag használata. Friss növényeket, mint pl. mályvagyökeret, egy svéd kertésznél tudott vásárolni. A WALA cég antropozófus gyógyszereit – ampullákat -, melyeket stockholmi antropozófus orvosnője révén ismert meg, közvetlenül a WALA-nál, Eckwäldenből rendelte. Elisabeth Sigmund a maga fejlesztette kozmetikumokat kipróbálásra az ismerősei között terjesztette. Mikor a tesztszemélyek tapasztalták, hogy milyen hatékonyak ezek a termékek, meghívták Elisabethet, hogy – fizetés ellenében – kezelést is végezzen számukra. Idővel nagyon sok időt vett igénybe a vendégeket otthonukban kezelni, ezért az ötvenes években Elisabeth Sigmund megnyitotta kozmetikai stúdióját Stockholmban "Szépségápolási szalon" néven. Elisabeth Sigmund első alapsorozatának készítményei, amellyel stúdiójában a kezeléseket végezte, a nagymama receptúrája alapján készített Rózsakrém és egy további arckrém, arcvíz, tisztító krém mandula őrleménnyel, egy arcápoló maszk, zsálya fürdő, selyempúder, egy bőrápoló kúra és különféle olajok voltak. Az előállításhoz és adagoláshoz Karl Sigmund készített kis berendezéseket. A krémek keveréséhez például egy tálkára keverőkart erősített, az arcvíz töltéséhez egy edény aljához beépített egy csappal nyitható-zárható csövet. A konzerváló adalékok nélküli készítmények hűtőben tárolva egy hónapig voltak eltarthatóak, ezért Elisabeth mindig csak kis mennyiségeket állított elő. Elisabeth Sigmund a természetes kozmetikai készítményeit stockholmi stúdiójában, kis mennyiségekben állította elő. A vendégkártyákra feljegyezte a kidolgozott receptúrákat. Egy finom mérlegen pontosan kimérte a természetes adalékok szükséges mennyiségét.

## A teljes emberre irányuló saját kezelési mód

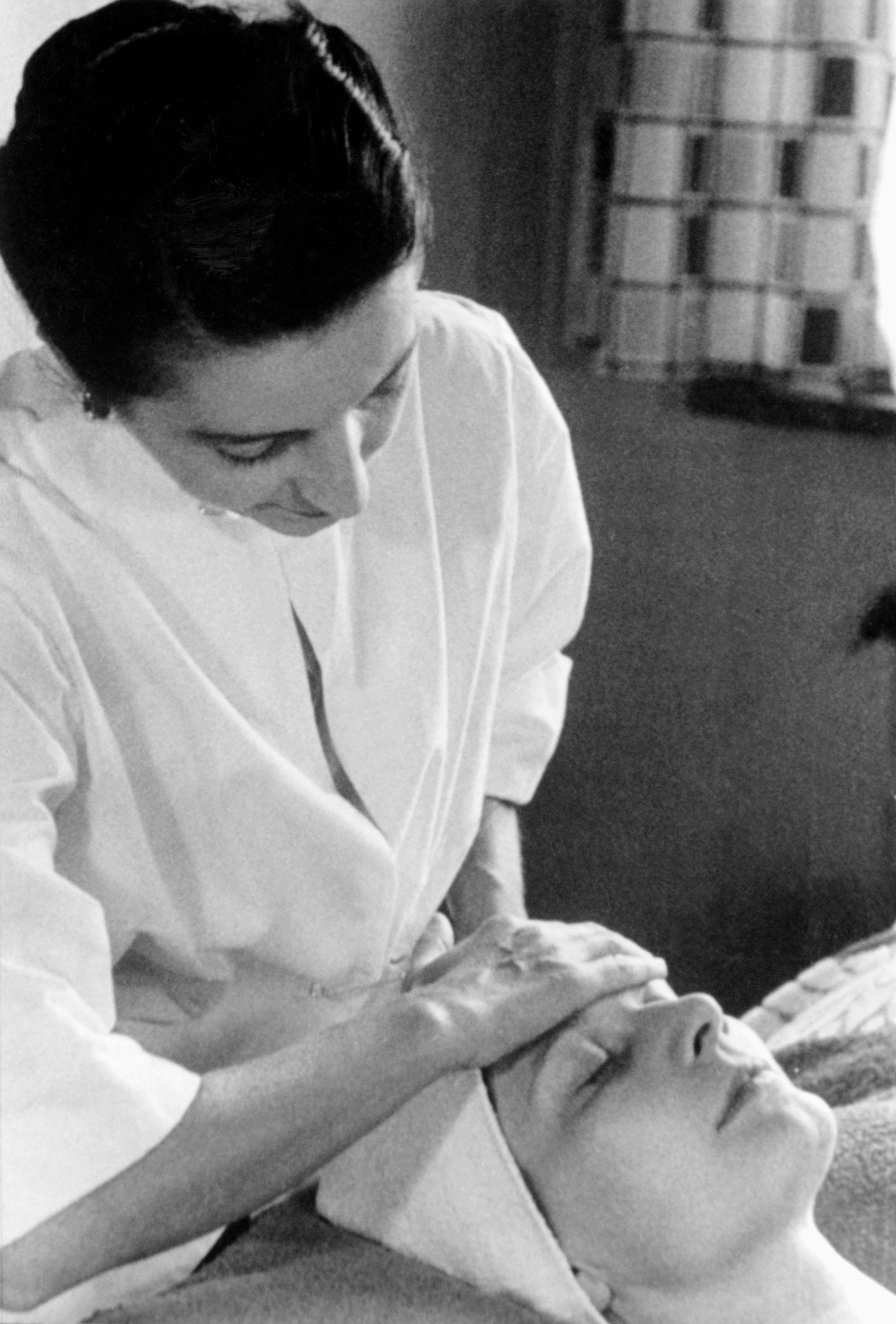

Stockholmi kozmetikai szalonjában Elisabeth Sigmund kifejlesztett egy, az egész emberre irányuló kozmetikai kezelést, ami lábfürdővel kezdődött. Kozmetikai kezelése kidolgozása során Elisabeth Sigmundot vendégei szükségletei vezették. A vendégnek tetőtől talpig jól kell magát éreznie és meg kell szabadulnia minden feszültségtől. Sok vendég hideg lábbal érkezett, ezért a kezelés átmelegítő lábfürdővel kezdődött, melybe belekerült a Zsálya lábfürdő is. A vendégeihez fűződő jó kapcsolat érdekében a kezelés nyugodtan, kellő ideig tartott. Egy alkalomra két órát számolt Elisabeth, ami időt adott a legszemélyesebb beszélgetésekre is. Ilyenkor a különféle bőrképek okaira is fény derült, például mit nem tud a vendég tolerálni, megemészteni, milyen a táplálkozása. Előfordult, hogy egy-egy új vendég azzal a kéréssel érkezett a szalonba, hogy arcmasszázst szeretne kapni. Amikor Elisabeth Sigmund a harmincas évek közepén Bécsben, Pessl kozmetikai intézetében dolgozott, megfigyelte, hogy a masszázs következtében hogyan ernyednek el az arc izmai, és válik durvábbá az arcbőr struktúrája. Ezért saját stockholmi studiójában a masszázst pótló kezelésként kifejlesztette a nyirokstimulációt, ami Dr. Emil Vodder és felesége, Estrid kézi nyirokdrenázsán alapul. A nyirokrendszerben, ami az anyagcsere termékeket, méreganyagokat, kórokozókat és felesleges szöveti folyadékot szállítja, torlódások keletkezhetnek. A stimuláció ezeket a torlódásokat pumpáló, körkörös, lapos fogásokkal ismét áramlásba hozza. Ráncok bizonyos mimika eredményeként keletkeznek. A szomorúság vagy vidámság kirajzolódik az arcon. Az arcgimnasztikával, amit a mai napig tanítanak a Dr. Haushka kozmetikusok, Elisabeth Sigmund az egyoldalú izomfeszültségeket igyekezett kiegyenlíteni. Az egyes izmok célzott aktivizálásával fokozódik az érintett szövetek feszültsége, vérellátása, a megelevenített szövet erősödik, ösztönzést kap saját aktivitása, a ráncok kisimulhatnak. Az arcbőr is felfrissül, javul a vérellátása. A nyirokrendszer nem képez zárt rendszert, hanem szabadon végződő nyirokkapillárisokból induló hálózatot alakít ki. A nyirok kezelésénél ezért nagyon fontos, hogy az áramlást a helyes irányba serkentsük, hogy segítsük lefolyását. Elisabeth Sigmund egy intenzív tanulási fázis során, Koppenhágában tanulta meg Dr. Voddertől az ehhez szükséges fogásokat. Ezt követően stúdiójában kezelései részeként ajánlani tudta a nyirokstimulációt is. Átélte, hogy ennek során vendégei mennyire ellazultak, szöveteik salaktalanodtak. Minthogy némelyik vendég bőre rendkívül érzékeny volt, és a kézzel végzett simító mozdulatokat sokallták, Elisabeth egyes stimuláló simításokat nem kézzel, hanem finom ecsettel végzett. Ez a nyirokstimuláció, amit részben kézzel, részben ecsettel végez a kozmetikus.

## Egy év Indiában: intenzív tanulmányok ideje

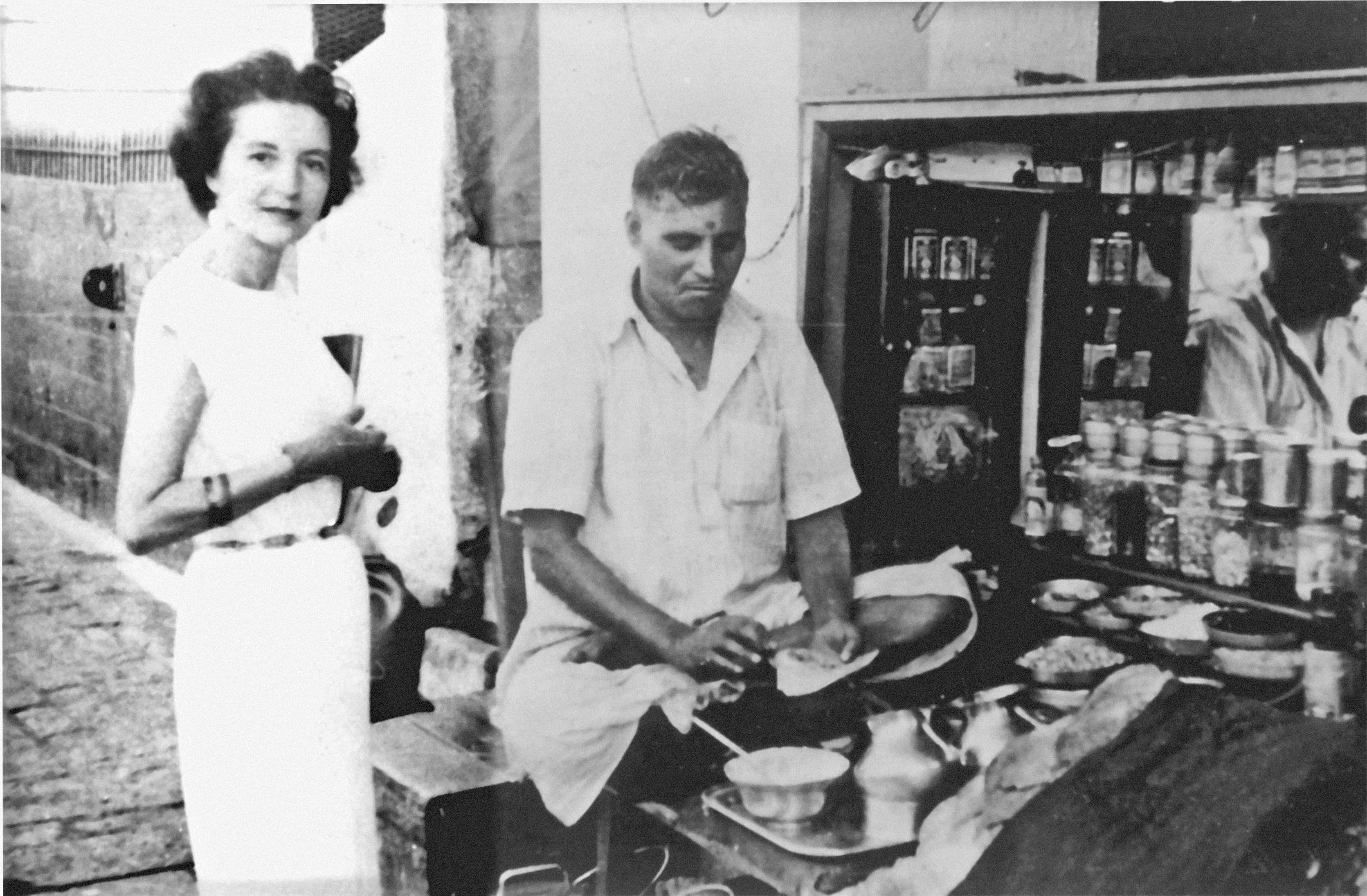

1961-ben Elisabeth Sigmund egyéves tanulmányútra utazott el Indiába, ahonnan sok kozmetikailag hatékony gyógynövény ismeretét hozta magával. Dr. Kaura ayurvédikus orvostól nagyon sok mindent megtanult Elisabeth Sigmund az indiai gyógynövényekről, különösen a Neem-ről (Azadirachta indica), a szent indiai fáról. A Neem kivonatait Indiában évszázadok óta alkalmazzák gyulladásgátló és ápoló hatása miatt. Ez az Európában akkoriban még ismeretlen volt. A hatvanas évek elején nem volt szokásos, hogy egy nő egyedül utazzon. A rendkívüli lehetőség, hogy állásban lévő férje nélkül Indiába látogathasson, barátnőjének a fia révén adódott Elisabeth számára. Hasse Stockholmban intenzív jóga tanulmányokat folytatott, és amikor ismereteit Indiában mélyítette tovább, Elisabeth meglátogathatta. Eljutott Új-Delhibe és Mumbaiba. Számtalan órát töltött a mumbai-i egyetemi könyvtárban, ahol olyan könyveket talált, melyekben a bőrre jótékony hatást kifejtő, Európában ismeretlen gyógynövényekről és egyéb anyagokról volt szó. Dr. Kaura, a mumbai-i indiai orvos sokmindenre megtanította az ayurvédikus gyógyászatról. 
Amikor magával vitt saját kozmetikai készítményei kifogytak, Elisabeth az indiai körülményekhez alkalmazkodva készített újakat. Zsályát például nem tudott beszerezni, így a lábfürdőbe kámfor került. Dr. Kaura felesége számára is készített Rózsakrémet, amihez az adalékokat, gyógynövényeket, méhviaszt, éterikus olajokat Mumbai egyik negyedében tudta beszerezni. Dr. Kaura ismeretségi körének egy milliomosa azt tanácsolta Elisabethnek, hogy nyisson Mumbaiban kozmetikai stúdiót, ahová ő elegendő számú vendéget tud küldeni, és két éven belül Elisabeth is milliomos lesz. Felajánlotta, hogy a férje számára is állást szerez. Elisabeth megköszönte az ajánlatot. Számára az egy év fontos és tanulságos, de elég is volt Indiából.

## Együttműködés a WALA-val: a Dr. Hauschka kozmetika kifejlesztése

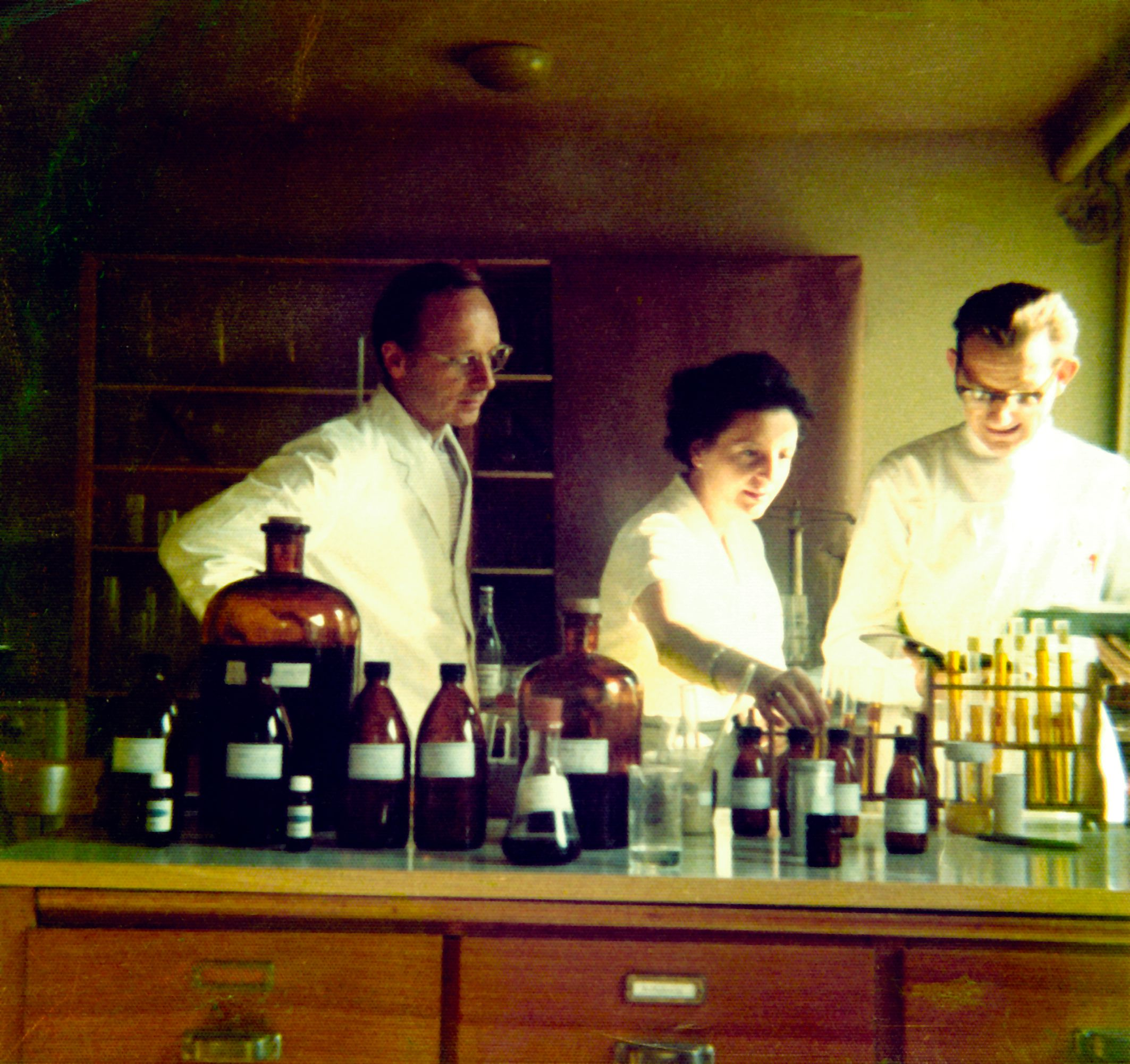

Röviddel Indiából való hazatérése után Elisabeth Sigmund személyes kapcsolatba lépett a WALA-val: elkezdődött a Dr. Hauschka kozmetika története. Jénai tartózkodása alatti és saját stockholmi színjátszó csoportjával szerzett színházi tapasztalatai révén Elisabeth Sigmundnak erős affinitása volt a sminkeléshez. Ezért el is végzett egy történelmi színpadi sminkelést oktató kurzust. 1967-ben javasolta a WALA-nak egy dekoratív kozmetika kifejlesztését, és ezen együtt is dolgozott a WALA fejlesztőjével, Wolfgang Roth-Bernsteinnel. Bernstein behatóan foglalkozott a tartós, növényekből nyerhető pigmentekkel. Rudolf Hauschka (1891 – 1969), az eckwäldeni WALA antropozófus gyógyszergyártó cég alapítója, szeretett volna létrehozni egy, a WALA-hoz méltó sajátos kozmetikát. A gyógyszerek 1935 óta gyarapodó választékát szerette volna kiegészíteni az egészséget ápoló terület készítményeivel. Szándékáról levelet írt az antropozófus orvosoknak és kozmetikusoknak. Elisabeth Sigmund már az ötvenes évek óta rendelt közvetlenül Eckwäldenből WALA készítményeket (ampullákat) kozmetikai termékeihez. Valószínű, hogy ezért kapott ő is ilyen levelet. Tizenegy oldalas válaszlevelét követően Rudolf Hauschka azonnal meghívta (1962-ben), és Elisabeth, aki férjével éppen szabadságra készült Németországba, utazásuk első állomásaként beiktatta Eckwäldent, hogy ott személyesen is ismertethesse sajátos kozmetikai koncepcióját. A WALA teljes vezetősége, a fejlesztők, orvosok számára olyan meggyőző volt, amit előadott, hogy a házaspárnak egész szabadságát itt kellett töltenie. 1963-ban és 1964-ben Elisabeth több alkalommal is heteket töltött a fejlesztőkkel közös munkával a WALA-nál. A továbbiakban Svédországból kísérte figyelemmel a munkát. A WALA fejlesztői rendszeresen küldték neki az előállított készítményeket változó összetétellel, amit Elisabeth a vendégein és saját magán tesztelt. Megfigyeléseit levélben visszaküldte Eckwäldenbe. 1967 júniusában piacra került a "Dr. Hauschka Gyógyító kozmetikája Elisabeth Sigmund szerint".

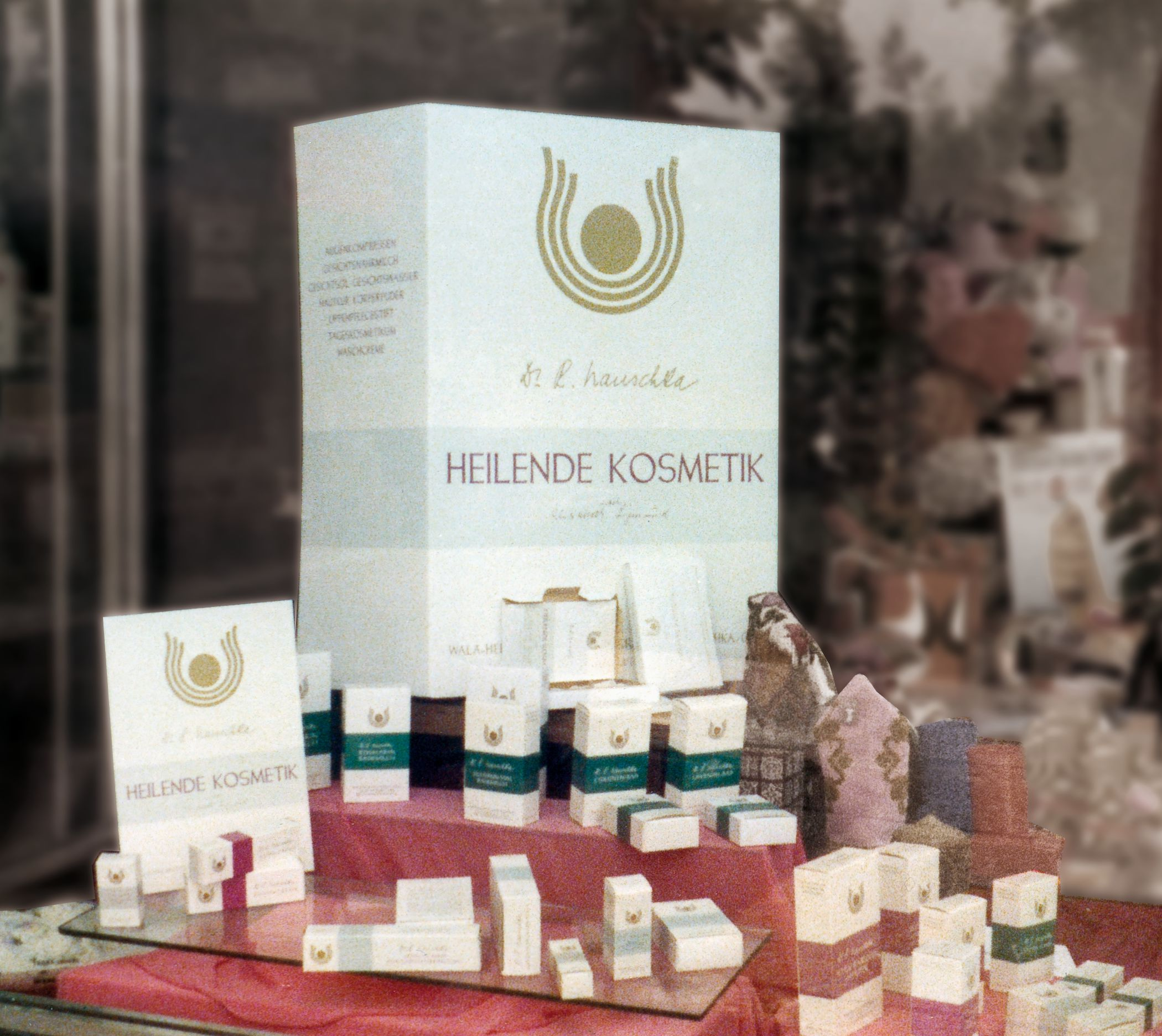

Az első szortiment mélytisztítóból, arcvízből, arcolajból, arctápláló tejből, nappali kozmetikumból, rózsakrémből, kúra ampullából, ajakkozmetikumból, szemborogatóból és selyempúderből állt. Az új termékcsaládot jogi okokból át kellett nevezni, így 1978-ban "Dr. Hauschka kozmetika" lett a neve. 1967 júliusában a várakozáson felül mintegy 5000 csomagot eladtak az új termékekből, még Dél-Afrikába és Svédországba is, ahol az importőröket oktatásban is részesítette Elisabeth. Miközben az újonnan kifejlesztett termékek forgalma felfutott, a WALA továbbfejlesztette a már meglévő készítményeket és újakat hozott létre tisztátalan bőrök kezelésére. Sigmundék továbbra is Svédországban éltek, Eckwäldenből azonban egyre hangosabbá vált a hívó szó. A gyógyító kozmetikával kapcsolatos, egyre szaporodó, kérdésekkel teli leveleket ugyanis csak Elisabeth tudta megválaszolni, és a Svédországból küldött válaszok kicsit lelassították a felhasználókkal tartott kapcsolatot. 1969-ben aztán Sigmundék feladták 20 éve fennálló, Svédországban felépített egzisztenciájukat és harmadik újrakezdéshez Eckwäldenbe költöztek. Karl Sigmund állást talált a WALA-nál, míg Elisabeth a termékfejlesztés és a levelezés bonyolítása mellett kozmetikai kezeléseket is végzett, kiállításra és vásárokra járt, előadásokat tartott. A Dr. Hauschka kozmetika kifejlesztésében szorosan együttműködött vele a gyógyszerész Rudolf Plantener. Karl Kossmann akkoriban kereskedelmi munkatársa, később cégvezetője lett a WALA-nak.

## Dr. Hauschka kozmetikus továbbképzés

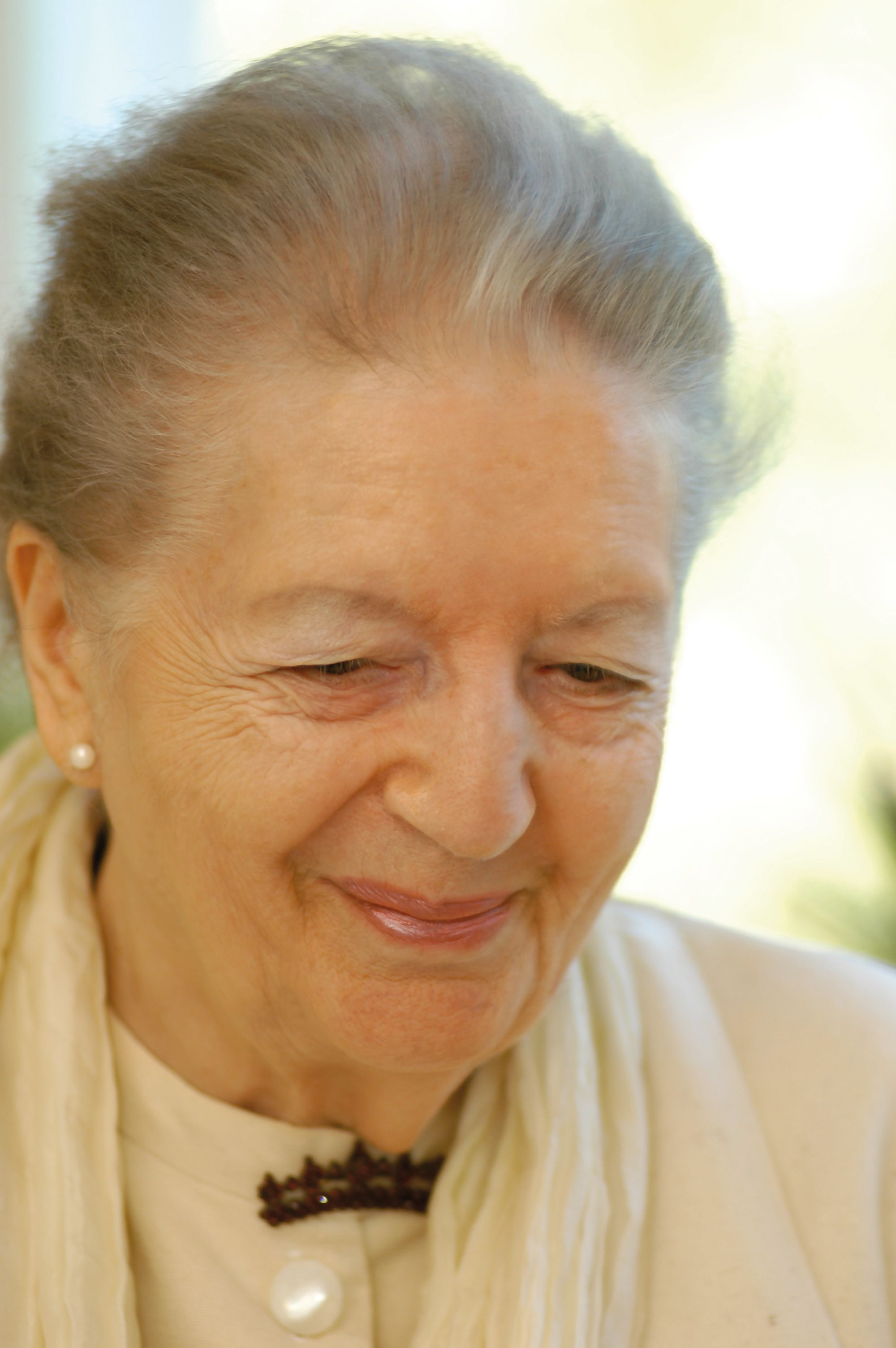

Elisabeth Sigmund 1971-ben kezdte tanítani kozmetikusoknak svédországi studiójában kifejlesztett és kipróbált, saját speciális kezelésmódját. Az arckezelések minden változatánál a kézzel és ecsetekkel végzett nyirokstimuláció áll a középpontban. A Dr. Hauschka arc- és testkezelések a mai napig lábfürdővel kezdődnek. Németországban ma mintegy 800 Dr. Hauschka kozmetikus dolgozik és Magyarországon több mint 210 kozmetikus lett kiképezve. A képzett kozmetikusok Németországban, Eckwäldenben végezhetik el a Dr. Hauschka továbbképzést, de több külföldi országban saját továbbképzés működik, mint például Magyarországon is. A klasszikus Dr. Hauschka arckezelésen kívül számos variációt és hát- valamint teljes testkezelést is megtanulnak. A kezelésmód a mai napig Elisabeth Sigmund módszerén alapul. Elisabeth Sigmund tulajdonképpen egyáltalán nem akarta tanítani az arcgimnasztikával és nyirokstimulációval felépített arckezelési módszerét – aggódott, hogy tanítványai nem fogják pontosan alkalmazni a tanultakat. Végül azonban Anneliese Horn mégis rábeszélte, hogy tanítsa meg neki ezt a kezelést. Ezután lassan kialakították a képzések rendszerét is.

## Elisabeth Sigmund 99 éve: visszatekintés
A natúr-kozmetika alapjait kiépítő munka befejeződött, a Dr. Hauschka termékek és kezelések kivívták vezető szerepüket a kozmetikai piacon. Miután Sigmundék a WALA-nál végzett aktív tevékenységből visszavonultak, Elisabeth előadásokban, írásaiban továbbra is tanította kivételes tudását. Az alapok felépítésének lezárása után Elisabeth Sigmund munkatársaira hagyhatta a napi munkát, és férjével, Karllal együtt – aki a 70-es évek végén nyugalomba vonult – élvezhette tevékenysége gyümölcsét. Ez azonban semmilyen formában sem jelentett tétlenséget. Sigmundék közösen antropozófiai előadóesteket szerveztek, míg Elisabeth előadásokban és kozmetikai tárgyú írásokban adott számot szerteágazó ismereteiről. Élete végéig fogadta és segítette a WALA termékekkel vagy a kezeléssel kapcsolatban tanácsot kérő munkatársait. Az kor kihívásaira válaszoló újabb termékeket kitűnőnek találta, örömmel látta a fiatal generáció fejlesztéseit. Így a 2013. december 20-án bekövetkezett haláláig folyamatosan lelkesedett az újdonságokért, a megújító változtatásokért.

### WEB linkek
- A Natura-Sophia Kft. által karbantartott Dr. Hauschka honlapon megjelent bemutató alapján készült ez az oldal, a cikksorozat itt olvasható.
- WALA Heilmittel GmbH – Elisabeth Sigmund életéről részletek itt olvashatók
- Andrea Harris – Elisabeth Sigmund : A natúrkozmetikumok úttörője, a VON Magazin online cikke itt olvasható
- Agathe Thine – Elisabeth Sigmund, az antropozófiától az esztétikáig, a Plantes & Santé online cikke itt olvasható.
- Elisabeth Sigmund a Dr. Hauschka Kozmetika társalapítója – videó itt megtekinthető
- Elisabeth Sigmund a Dr. Hauschka Kozmetika társalapítója – Indiában videó itt megtekinthető
- Elisabeth Sigmund a Dr. Hauschka Kozmetika társalapítója – a WALA-nál videó itt megtekinthető
- Dr. Hauschka gyártó cégének, a WALA-nak a története és az értékteremtési láncolatuk bemutatásáról videó itt megtekinthető

### Elisabeth Sigmund publikációi
- Vademecum für die kosmetische Praxis. 1971, OCLC 72273849
- Heilende Kosmetik nach Elisabeth Sigmund. 1973, OCLC 72155815